# 堀井茶渡
堀井 茶渡（ほりい ちゃど、1984年8月29日 - ）は、日本の声優、俳優。静岡県出身。マウスプロモーション所属。

## 来歴
静岡県立吉田高等学校卒業。東映アカデミー養成部を経て、2011年3月まで東映アカデミーに所属。閉鎖後アクロスエンタテインメントを経て、2020年2月1日からマウスプロモーション所属。2005年から2006年まで劇団フールズキャップにも参加していた。

## 人物
趣味・特技はバスケ、殺陣、総合格闘技、和太鼓、麻雀、ダーツ、陶芸。

## 出演作品（声優業）
太字はメインキャラクター。

### テレビアニメ
2008年
- おじゃる丸（2008年 - 2011年、働き蜂、配達員、鬼、使用人、タコ焼き屋、亡き者）
- Yes!プリキュア5GoGo!（提燈お化け）
- キャシャーン Sins（プラグ）
- 黒塚 KUROZUKA（兵士D、兵士C、地謡D）
- 伯爵と妖精（団員B）

2009年
- 東京マグニチュード8.0（男A）
- 空中ブランコ（イサオ）

2010年
- ハートキャッチプリキュア!（男子生徒、吉田かずや、スナッキー、高校生、ラーメン番長）

2011年
- 俺たちに翼はない（バニィD〈土門大輔〉）
- トリコ（グルだらけの社員）
- ファイ・ブレイン 神のパズル（男子生徒）

2012年
- アマガミSS+ plus（ヒーローショーのスタッフ）
- 銀河へキックオフ!!（久保田俊也）
- SKET DANCE（ヤンキー）
- アクセル・ワールド（高木）
- キングダム（筏建）

2013年
- 幻影ヲ駆ケル太陽（ラプラス）
- 義風堂々!! 兼続と慶次（部下役、撃ち手、伝令）
- 銀の匙 Silver Spoon（雨竜）
- アウトブレイク・カンパニー（ファルカン、エステバン議長）
- サムライフラメンコ（男性A）
- やはり俺の青春ラブコメはまちがっている。（2013年 - 2020年、戸部翔） - 3シリーズ

2014年
- ガンダム Gのレコンギスタ（パイロット）
- 魔法少女大戦（舎弟A〈太〉）
- アカメが斬る!（子分）

2015年
- GANGSTA.（エド、B5級トワイライツ、客、通行人）
- 攻殻機動隊 ARISE ALTERNATIVE ARCHITECTURE（ゲリラA）

2016年
- ガーリッシュナンバー（男性スタッフ、製作P、客A、司会者）
- クオリディア・コード（嘴広コウスケ）
- ハイキュー!! シリーズ（川渡瞬己、男子） - 2シリーズ

2017年
- 超・少年探偵団NEO（井上くん）
- ボールルームへようこそ（仁保友親、スタッフ、審査員、小平有希、観客）
- UQ HOLDER! 〜魔法先生ネギま!2〜（田中肉丸）

2018年
- 魔法使いの嫁（アリスの昔なじみ）
- 奴隷区 The Animation（教師）
- ちおちゃんの通学路（暴走族、暴走族1〈オールバック〉）
- バキ（捜査員、選手、高弟）
- 軒轅剣 蒼き曜（欒提熾）
- RELEASE THE SPYCE（鈴木ひとし、数学の先生、誘拐犯2、輩2、構成員2 他）
- BANANA FISH（スナイプス）
- 学園BASARA（野球部員2、吹奏楽部員2、男子生徒A、敵兵）
- グラゼニ（庄野）

2019年
- ドメスティックな彼女（若衆B）
- キャロル&チューズデイ（ヤンキーA）
- 胡蝶綺 〜若き信長〜（坂井大膳）
- パズドラ（2019年 - 2025年、ウォルツ、メタトロンの本）
- 鬼滅の刃（2019年 - 2023年） - 2シリーズ
- あひるの空（2019年 - 2020年、鍋島竜平）
- 歌舞伎町シャーロック（2019年 - 2020年、チンキル・ますみ、ポッター）

2020年
- ＜Infinite Dendrogram＞-インフィニット・デンドログラム-（モヒカンX、ガルドランダ、山賊、観衆、観客）
- かくしごと（シェフ）
- アクダマドライブ（ヤクザ）
- おちこぼれフルーツタルト

2021年
- 裏世界ピクニック（学生、街の人たち、配達員）
- 遊☆戯☆王SEVENS（2021年 - 2022年、象明寺キャタピリオ）
- 半妖の夜叉姫（怪力）
- ドラゴン、家を買う。（ゴブリンA、ハンター、オーガ、イエティ、トカゲのモンスター 他）
- Fairy蘭丸〜あなたの心お助けします〜（不良1、泥棒、記者）
- 幼なじみが絶対に負けないラブコメ（宇賀）
- オッドタクシー（関口）
- 東京リベンジャーズ（男打羅総長）
- ぼくたちのリメイク
- ルパン三世 PART6（ガードマンB）
- クレヨンしんちゃん（2021年 - 2024年、悪い狼、パンチパーマの男性、若い男A）

2022年
- フットサルボーイズ!!!!!（北尾）
- ジョジョの奇妙な冒険 ストーンオーシャン（看守C、看守A、警備員、看守ソニー・リキール） - 2シリーズ
- リーマンズクラブ（担任〈中学時代〉、審判）
- 名探偵コナン 本庁の刑事恋物語〜結婚前夜〜（矢倉麻吉）
- このヒーラー、めんどくさい（魔獣、ブリグン）
- トモダチゲーム（不良）
- パリピ孔明（カップル）
- ヒロインたるもの!〜嫌われヒロインと内緒のお仕事〜（ナンパ男）
- 社畜さんは幼女幽霊に癒されたい。（マー坊）
- オーバーロードIV（ケイラ・ノ・セーデシュテーン）
- 組長娘と世話係（柳賢斗）
- 遊☆戯☆王ゴーラッシュ!!（2022年 - 2025年、象明寺マニュピリオ）
- 不滅のあなたへ（従者）

2023年
- もののがたり（火掻）
- トモちゃんは女の子!（不良のリーダー、SP）
- 便利屋斎藤さん、異世界に行く（宿屋主人）
- 異世界でチート能力を手にした俺は、現実世界をも無双する〜レベルアップは人生を変えた〜（荒木）
- デッドマウント・デスプレイ（男）
- スパイ教室
- 聖女の魔力は万能です（商人B）
- Helck（ハンマン）
- め組の大吾 救国のオレンジ（隊員B、レポーターD、客D）
- アンダーニンジャ（ヤンキー2、忍者4、男子生徒1）
- 七つの大罪 黙示録の四騎士（盗賊）
- 鴨乃橋ロンの禁断推理（村人、テオ・モリアーティ）

2024年
- 治癒魔法の間違った使い方（ミル）
- 戦国妖狐（商人）
- 名探偵コナン（上寺幾久）
- ブルーアーカイブ The Animation（番長）
- 忘却バッテリー（若者たち）
- キャプテン翼シーズン2 ジュニアユース編（友人B）
- ネガポジアングラー（学生、コンビニ客）
- 最凶の支援職【話術士】である俺は世界最強クランを従える（ゴルドー、エドガー）
- 歴史に残る悪女になるぞ（誘拐犯）

2025年
- BEYBLADE X（黒服）
- まったく最近の探偵ときたら（ケルベロス、警官）
- 追放者食堂へようこそ!（ひったくり犯）

### 劇場アニメ
- 手塚治虫のブッダ -赤い砂漠よ!美しく-（2011年）
- 攻殻機動隊 ARISE border:3 Ghost Tears（2014年、チュン）
- 屍者の帝国（2015年）
- 映画 妖怪ウォッチ 空飛ぶクジラとダブル世界の大冒険だニャン!（2016年、人々）
- 夜明け告げるルーのうた（2017年、ナンパ男）
- 映画 妖怪ウォッチ シャドウサイド 鬼王の復活（2017年、不良B）
- Gのレコンギスタ I 行け！コア・ファイター（2019年、フライスコップのパイロット）
- 鹿の王 ユナと約束の旅（2022年、トマ）
- 映画 オッドタクシー イン・ザ・ウッズ（2022年、関口）
- THE FIRST SLAM DUNK（2022年、石井健太郎）
- 範馬刃牙VSケンガンアシュラ（2024年、アダム・ダッドリー[27]）
- 僕のヒーローアカデミア THE MOVIE ユアネクスト（2024年、喰有銀次）

### OVA
- 装甲騎兵ボトムズ Case;IRVINE（2010年）
- 武装神姫 MOON ANGEL（2011年、パパ）
- 史上最強の弟子ケンイチ（2013年 - 2014年、水沼、部下、生徒） - 単行本第54・56巻OVA付き特装版

### Webアニメ
- ケンガンアシュラ（2019年 - 2023年、アダム・ダッドリー[28]） - 3シリーズ[一覧 5]
- 範馬刃牙（2021年、囚人B、囚人C、島民、看守B、囚人A）
- マウスどうぶつえん（2021年 - 、アメリカバイソンのちゃど）
- Duel Masters LOST 〜月下の死神〜（2024年、ショップ会員）

### ゲーム
2010年
- ゴッドイーター バースト（プレイヤーボイス13番）

2011年
- STORM LOVER 夏恋!!（密輸犯B、ナンパ男）

2013年
- やはりゲームでも俺の青春ラブコメはまちがっている。（戸部翔）

2014年
- ハマトラ Look at Smoking World（カマトラ）

2015年
- ゴッドイーター リザレクション（プレイヤーボイス13番）

2016年
- 一血卍傑-ONLINE-（カマイタチ・ホテイ・ネズミコゾウ）
- クローズ BURNING EDGE（本城俊明〈ポン〉）
- ピリオドゼロ（小嶌研）
- やはりゲームでも俺の青春ラブコメはまちがっている。続（戸部翔）

2017年
- ブレイジング オデッセイ（ベガド）

2020年
- 龍が如く7 光と闇の行方（桂川、アキラ）
- ドラゴンクエストX いばらの巫女と滅びの神 オンライン（ギサルメ、ボッコル）

2021年
- LOST JUDGMENT 裁かれざる記憶（坂城）
- 鬼滅の刃 ヒノカミ血風譚

2022年
- ジョジョの奇妙な冒険 オールスターバトルR（カーズの手下C）

2024年
- 逆転オセロニア（ヴィルガス）
- メタファー：リファンタジオ
- 東京放課後サモナーズ（サトルヌス）

### ドラマCD
2008年
- 俺たちに翼はない「ドラマシリーズ第4章 鳳鳴」（バニィD〈土門大輔〉）

2009年
- 俺たちに翼はない「ドラマシリーズセカンドシーズン第三巻『夢テレビ・群青色メトロポリス』」（バニィD〈土門大輔〉）

2012年
- ジャッジメントちゃいむ レムナ＝レムナの魔法石（ダナン＝ロンバート、ピート）

2014年
- やはり俺の青春ラブコメはまちがっている。（戸部翔）

2015年
- GANGSTA.IV・V（傭兵・黄昏種）

2018年
- ヤンキーショタとオタクおねえさん（龍桜パパ）

2020年
- 劇場版 Fate/stay night [Heaven's Feel] III.spring song Original Drama CD「遠坂凛の聖杯戦争、その後」

### 吹き替え

#### 映画
- MUD -マッド-（2014年、ガレン〈マイケル・シャノン〉）
- バトルフロント（2014年）

#### ドラマ
- フラーハウス（ディクスジョッキー）
- シー・ハルク:ザ・アトーニー（2022年）
- キャット 〜私のママは首相〜（2023年、ミロ）

#### アニメ
- ナタ転生（2021年）
- ザ・シンプソンズ  (サイドショー・ボブ〈2代目〉)
- 百妖譜（2024年、ごろつき男）

### デジタルコミック
- 高校デビュー（2013年、田村史也）
- まったく最近の探偵ときたら（2021年、ケルベロスほか[36]）
- 愚かな天使は悪魔と踊る（2021年、 広田、実況[37]）
- キルアオハル（2022年、鰐淵一郎（大人）[38]）
- めしかたらん!?（2022年、店員[39]）
- おのぼりキジムナー（2022年）[40]

### ラジオ
※はインターネット配信。
- 空京放送局「薄汚れた謎の秘密結社ダークサイド」（2010年、アニメイトTV※）コーナーパーソナリティー
- おれつば振興会 夢ラジオ・俺たちに翼はNIGHT（2010年 - 2011年、ランティスウェブラジオ※） 番組内CMナレーション（ゲスト：第2・6・15・22・29・44回）

### ラジオCD
- おれつば振興会 夢ラジオ・俺たちに翼はNIGHT vol.1・2（2011年）ゲスト

### ナレーション
- エハラマサヒロのパチバラ・II・3・4・5（2013年8月 - 、エンタメ〜テレ）

### イベント
- おれつば振興会 夢ステージ〜俺たちは歌わNIGHT〜（2011年）MC
- 総武高文化祭2013 -俺ガイルイベント-（2013年）MC
- やはり俺の青春ラブコメはまちがっている。続 AnimeJapan2015ステージイベント（2015年）MC
- やはり俺の青春ラブコメはまちがっている。続 Fes.（2015年）MC

### キャラクターソング
2009年
- 俺たちに翼はない『俺たちに翼はない キャラクターソングアルバム』Daybreak moon／柳木原フレイムバーズ（笹本昌幸a.k.a.魔梵、田中一成、堀井茶渡）

2015年
- TV やはり俺の青春ラブコメはまちがっている。BOX 初回限定生産の特典キャラクターソング

『Wrong as I expected』 歌:MCわたりん (CV.渡航) with 堀井茶渡 aka.CHA-DQN
- やはりこのキャラソンはまちがっている。続（戸部翔）

『本物が欲しければ』 歌:比企谷八幡（CV.江口拓也）with 葉山隼人（CV.近藤隆）＆戸部翔（CV.堀井茶渡）
2022年
- オッドタクシー Blu-ray BOX特典キャラクターソングEP

『Panama feat. ヤノ & PUNPEE[Prod.Directa]』 歌:関口（CV:堀井茶渡）

## 出演作品（俳優業）

### テレビドラマ
- Sh15uya（2005年、テレビ朝日）パルハンズ役
- 検事・朝日奈耀子4（2006年1月14日、テレビ朝日）被疑者役
- ひめゆり隊と同じ戦火を生きた少女の記録 最後のナイチンゲール（2006年8月22日、テレビ朝日）日本兵役
- 恋する日曜日（第3シリーズ） 第24話（2007年6月16日、BS-i）木村竹男 役
- 肩ごしの恋人（2007年7月 - 9月、TBS）マコト役（レギュラー）
- 愛のうた! 第13話（2007年11月14日、TBS）ガラの悪い男2役
- 斉藤さん 第2話・第3話（2008年1月16日・23日、日本テレビ）不良高校生役
- ROOKIES-ルーキーズ- 第3話（2008年5月3日、TBS）不良グループ役
- 弁天祐美子法律事務所2（2009年11月7日、テレビ朝日）若者たちのリーダー役
- 新・警視庁捜査一課9係 season2（2010年9月1日・8日、テレビ朝日）警察無線役（第10話）、若い男女役（第11話）
- おかしな刑事8（2011年12月10日、テレビ朝日）赤西役
- ティーンコート 第5話（2012年2月7日、日本テレビ）ヤンキー風の少年役
- 牙狼〈GARO〉-魔戒烈伝- 第9話（2016年6月4日、テレビ東京）ハシバ 役
- 闇金ウシジマくん Season3 最終回（2016年9月19日、MBS）丑嶋に違法な取り立てをする男たち役

### バラエティ
- 鶴瓶のニッポン武勇伝 言わずに死ねるかっ!!我が家のスゴイ人GP「沖縄学徒隊」（2007年1月13日、テレビ朝日）衛生兵（鬼一等兵）役
- 東京・大江戸発見伝ゴロケン（2013年1月6日、フジテレビ）
- おもしろ雑学検定〜クイズ！ゴロ検（2013年8月10日、フジテレビ）

### 映画
- 不良少年（ヤンキー）の夢（2005年）ボンボン役（2年C組同級生）
- スケバン刑事 コードネーム=麻宮サキ（2006年、東映）マニアB、ブラウン役
- 手紙（2006年、ギャガ）服役囚326番、大河原役
- 俺は、君のためにこそ死ににいく（2007年、東映）戦隊付将校中尉役
- ワルボロ（2007年、東映）2中不良生徒役（NO.5柳正樹）
- サクゴエ（2007年）タンク役（千歳会組員）
- 仮面ライダー THE NEXT（2007年、東映）男子生徒A役
- ネガティブハッピー・チェーンソーエッヂ（2008年、日活）C組の港役
- ふうけもん（2008年）若者A役
- エリートヤンキー三郎（2008年、東映）猪役（三郎軍団テキ屋）
- 悪夢のエレベーター（2009年、日活）AV男優役
- スラッカーズ 傷だらけの友情（2009年）赤荻役
- 桜田門外ノ変（2010年、東映）陸尺役
- 裁判長!ここは懲役4年でどうすか（2010年）高松英夫被告役
- みなさん、さようなら（2013年） - 滑川役

### Vシネマ
- 破門組（2015年）杉山役
- 武闘派の道（2015年）遠藤役
- 仁義のはらわた（2016年）チャー坊役

### 舞台
- 劇団フールズキャップ 第17回公演「フライング・ドラゴン・サークル〜梶原家顛末記〜」（2005年4月14日 - 17日）千太役
- 劇団フールズキャップ 第18回公演「とりあえず歩いてみる」（2005年12月2日 - 4日、アイピット目白）小宮山和也役
- 劇団フールズキャップ another stage「微笑む海」（2006年8月2日 - 6日、新宿サニーサイドシアター）主演・矢口啓太役

### CM
- Dole 『「Doleマン大活躍?!」編』（2009年）不良高校生役

## 同人サークル

### DQN商会
DVD「えぐわたちゃどさんぽ」シリーズやDVD「裏チャドさんぽ」シリーズなど、DQN声優・俳優の堀井茶渡・声優の江口拓也・ライトノベル作家の渡航の3人による「えぐわたちゃど」をメインに扱った作品やイベントを自主企画・製作・販売をしている同人サークル。
2015年2月9日、武将学園生徒会からサークル名を変更。

#### DVD
全ての商品、出演は堀井茶渡、江口拓也、渡航。
| 発売日         | タイトル | 備考 |
| -------------- | --- | --- |
| 2015年5月30日  | チャドさんぽ特別編 えぐわたちゃどHR＜ホームルーム＞                                                                                 | イベント「えぐわたちゃど夜会」、通販                                                                         |
| 2015年5月30日  | チャドさんぽ5 〜DQNメンタリー：休み時間〜                                                                                           | イベント「えぐわたちゃど夜会」、通販                                                                         |
| 2015年8月16日  | えぐわたちゃどさんぽ 第1巻 〜打ち上げ旅行 in 鎌倉+聖地巡礼〜                                                                        | コミックマーケット88、通販                                                                                   |
| 2015年8月16日  | 裏チャドさんぽ第1巻 | コミックマーケット88、通販                                                                                   |
| 2016年1月4日   | えぐわたちゃどさんぽ 第2巻 〜和装さんぽ in 浅草〜                                                                                   | コミックマーケット89、通販                                                                                   |
| 2016年1月4日   | 裏チャドさんぽ第2巻 | コミックマーケット89、通販                                                                                   |
| 2016年5月28日  | DVD「えぐわたちゃどさんぽ 番外編 レコーディング in 裏道」、CD「一生バカやれる仲間なら」のセット・（Blu-rayとCDのセット）            | 歌：えぐわたちゃど 作詞：CHA-DQN、作・編曲：Yuki Nakano、イラスト：326 イベント「えぐわたちゃど夜会2」、通販 |
| 2016年8月14日  | えぐわたちゃどさんぽ 第3巻 〜夏フェス＆プール in 池袋〜                                                                             | コミックマーケット90、通販                                                                                   |
| 2016年8月14日  | 裏チャドさんぽ 第3巻 | コミックマーケット90、通販                                                                                   |
| 2016年8月14日  | えぐわたちゃど夜会2 イベント映像DVD                                                                                                 | コミックマーケット90、通販                                                                                   |
| 2016年12月31日 | えぐわたちゃどさんぽ 第4巻 〜ガチンコスポーツ対決〜                                                                                 | コミックマーケット91、通販                                                                                   |
| 2016年12月31日 | 裏チャドさんぽ 第4巻 | コミックマーケット91、通販                                                                                   |
| 2017年4月30日  | えぐわたちゃどさんぽ 番外編2 〜えぐわたちゃどカフェ -Close-〜                                                                       | イベント「えぐわたちゃど夜会2017」、通販                                                                     |
| 2017年8月12日  | えぐわたちゃどさんぽ 第5巻 〜グランピングの旅 in 足柄〜                                                                             | コミックマーケット92、通販                                                                                   |
| 2017年8月12日  | 裏チャドさんぽ 第5巻 | コミックマーケット92、通販                                                                                   |
| 2017年8月12日  | えぐわたちゃど夜会2017 〜イベント映像DVD2枚組〜                                                                                     | コミックマーケット92、通販                                                                                   |
| 2017年12月29日 | えぐわたちゃどさんぽ 第6巻 〜仁義なきバスケ対決〜                                                                                   | コミックマーケット93、通販                                                                                   |
| 2017年12月29日 | 裏チャドさんぽ 第6巻 | コミックマーケット93、通販                                                                                   |
| 2018年5月6日   | DVD「えぐわたちゃどさんぽ 番外編3 〜チンチロの裏側・グダ飲み〜」、ラジオCD「チンチロ！ 〜えぐわたちゃどトークCD・2018春〜」のセット | イベント「えぐわたちゃど夜会2018」、通販                                                                     |
| 2018年8月12日  | えぐわたちゃどさんぽ・2018夏 〜伊豆ぐらんぱる公園〜                                                                                 | コミックマーケット94、通販、アニメイト                                                                       |
| 2018年8月12日  | 裏チャドさんぽ・2018夏 | コミックマーケット94、通販、アニメイト                                                                       |
| 2018年8月12日  | えぐわたちゃど夜会2018 〜イベント映像DVD2枚組〜                                                                                     | コミックマーケット94、通販                                                                                   |
| 2018年12月30日 | えぐわたちゃどさんぽ・2018冬 〜真夜中の千葉横断ドライブ〜                                                                           | コミックマーケット95、通販、アニメイト                                                                       |
| 2018年12月30日 | 裏チャドさんぽ・2018冬 | コミックマーケット95、通販、アニメイト                                                                       |
| 2019年5月19日  | DVD「えぐわたちゃどさんぽ番外編2019春 〜レコーディング＆さんぽ総選挙〜」、CD「Enjoy Everyday」のセット                              | イベント「えぐわたちゃど夜会2019」、通販、アニメイト                                                         |
| 2019年8月11日  | えぐわたちゃどさんぽ・2019夏 〜脱出ゲーム in 歌舞伎町〜                                                                             | コミックマーケット96、通販、アニメイト                                                                       |
| 2019年8月11日  | 裏チャドさんぽ・2019夏 | コミックマーケット96、通販、アニメイト                                                                       |
| 2019年8月11日  | えぐわたちゃど夜会2019 〜EWC5周年・イベント映像DVD2枚組〜                                                                           | コミックマーケット96、通販、アニメイト                                                                       |
| 2019年12月31日 | えぐわたちゃどさんぽ・2019冬 〜猫カフェ体験 in 池袋〜                                                                               | コミックマーケット97、通販、アニメイト                                                                       |
| 2019年12月31日 | 裏チャドさんぽ・2019冬 | コミックマーケット97、通販、アニメイト                                                                       |
| 2020年4月25日  | えぐわたちゃどさんぽ番外編・2020春 〜EWCの部屋・ゲスト：八代拓〜                                                                    | 通販 |
| 2020年4月25日  | 裏チャドさんぽ・2020春 | 通販 |

#### グッズ
| 発売日        | 商品                                                 | 備考                                     |
| ------------- | ---------------------------------------------------- | ---------------------------------------- |
| 2016年5月28日 | えぐわたちゃど夜会2パンフレット                      | イベント「えぐわたちゃど夜会2」、通販    |
| 2016年5月28日 | えぐわたちゃどタオル                                 | イベント「えぐわたちゃど夜会2」、通販    |
| 2016年5月28日 | えぐわたちゃど缶バッジセット                         | イベント「えぐわたちゃど夜会2」、通販    |
| 2017年4月30日 | 写真集「えぐわたちゃどカフェ Close」(限定生産）      | イベント「えぐわたちゃど夜会2017」、通販 |
| 2017年4月30日 | えぐわたちゃどさんぽEWCタオル（限定生産）            | イベント「えぐわたちゃど夜会2017」、通販 |
| 2017年4月30日 | えぐわたちゃどブロマイドカードセットA・B（限定生産） | イベント「えぐわたちゃど夜会2017」、通販 |
| 2017年4月30日 | えぐわたちゃどA2ポスター（限定生産）                 | イベント「えぐわたちゃど夜会2017」、通販 |
| 2018年5月6日  | えぐわたちゃどA2ポスター（限定生産）                 | イベント「えぐわたちゃど夜会2018」       |
| 2019年5月19日 | EWCタオル(赤)（限定生産）                            | イベント「えぐわたちゃど夜会2019」、通販 |
| 2019年5月19日 | ブロマイドセット：AB（各5枚・2種セット）（限定生産） | イベント「えぐわたちゃど夜会2019」、通販 |

#### イベント
| 出演日         | タイトル                                                | 出演者                                  | 会場                            |
| -------------- | ------------------------------------------------------- | --------------------------------------- | ------------------------------- |
| 2015年5月30日  | DQN商会イベント 〜えぐわたちゃど夜会〜                  | えぐわたちゃど                          | 新宿ロフトプラスワン            |
| 2016年5月28日  | DQN商会イベント 〜えぐわたちゃど夜会2〜                 | えぐわたちゃど MC：浜添伸也、後藤ヒロキ | バトゥール東京                  |
| 2016年11月19日 | チャドさんち 〜DQN商会：えぐわたちゃど株主夜会〜        | 堀井茶渡                                | 新宿ロフトプラスワン            |
| 2017年4月30日  | DQN商会イベント 〜えぐわたちゃど夜会2017〜              | えぐわたちゃど MC：天津向               | バトゥール東京                  |
| 2017年11月25日 | DQN商会イベント 〜えぐわたちゃど株主夜会・2017秋〜      | えぐわたちゃど                          | ザ・レギャン・クラブハウス赤坂  |
| 2018年5月6日   | DQN商会イベント 〜えぐわたちゃど夜会2018〜              | えぐわたちゃど                          | パセラリゾーツ銀座店・B3Fベノア |
| 2019年1月12日  | DQN商会イベント『えぐわたちゃどオールナイト新年会2019』 | えぐわたちゃど                          | 新宿ロフトプラスワン            |
| 2019年5月19日  | DQN商会イベント『えぐわたちゃど夜会2019・EWC5周年』     | えぐわたちゃど                          | バトゥール東京                  |

### 武将学園生徒会
2010年12月頃から2015年2月8日まで活動していた同人サークル。作品やイベントを自主企画･製作･販売をしていた。

#### ドラマCD
- 武将学園 第一巻〈初陣〉（2010年、武田拳）[76]
- 武将学園 第二巻＜弐陣＞（2011年、武田拳）[77]

#### ラジオ
- ホリィCのDQN生（2011年 - 2014年、ニコニコ生放送）[78]

#### ラジオCD
| 発売日         | タイトル                         | 出演者                                                      | 備考                       |
| -------------- | -------------------------------- | ----------------------------------------------------------- | -------------------------- |
| 2012年12月31日 | ホリィCのDQN生 〜ゲストークCD〜  | パーソナリティ：堀井茶渡 ゲスト：吉田真弓、小野涼子、又吉愛 | コミックマーケット83、通販 |
| 2014年8月17日  | ホリィCのDQN生 〜ゲストークCD2〜 | パーソナリティ：堀井茶渡 ゲスト：江口拓也、渡航             | コミックマーケット86、通販 |

#### DVD
| 発売日         | タイトル                                                 | 出演者                         | 備考                              |
| -------------- | -------------------------------------------------------- | ------------------------------ | --------------------------------- |
| 2012年12月31日 | チャドさんぽ 〜俺つば聖地巡礼の旅DVD〜                   | 堀井茶渡                       | コミックマーケット83、通販        |
| 2013年8月12日  | チャドさんぽ2 〜DQN メンタリー：ブクロ編〜               | 堀井茶渡、後藤ヒロキ、浜添伸也 | コミックマーケット84、通販        |
| 2014年2月8日   | チャドさんぽ3 〜DQN メンタリー：アキバ編〜               | 堀井茶渡、後藤ヒロキ、浜添伸也 | ホリィCのDQN生オフイベント2、通販 |
| 2014年8月17日  | チャドさんぽ番外編 ゲストーク2収録現場DVD                | 堀井茶渡、江口拓也、渡航       | コミックマーケット86、通販        |
| 2014年12月30日 | チャドさんぽ特別編 えぐわたちゃどホームパーリー          | 堀井茶渡、江口拓也、渡航       | コミックマーケット87、通販        |
| 2014年12月30日 | チャドさんぽ4 〜DQN メンタリー：〜ホームパーリーの裏側〜 | 堀井茶渡、江口拓也、渡航       | コミックマーケット87、通販        |

#### イベント
- ホリィCのDQN生オフイベント 〜俺たちに翼はMID NIGHT〜（2012年1月20日）[84]
- ホリィCのDQN生オフイベント2 〜チャドと愉快な仲間たち〜（2014年2月8日）[85]

### シリーズ一覧
1. ↑  第1期（2013年）、第2期『続』（2015年）、第3期『完』（2020年）
2. ↑  第2期『セカンドシーズン』（2016年）、第3期『烏野高校 VS 白鳥沢学園高校』（2016年）
3. ↑  第1期『竈門炭治郎 立志編』（2019年）、第3期『刀鍛冶の里編』（2023年）
4. ↑  第1クール（2022年）、第2クール（2022年）
5. ↑  シーズン1/パート1・2（2019年）、シーズン2/パート1（2023年）